# Macrotera magniceps
Macrotera magniceps là một loài Hymenoptera trong họ Andrenidae. Loài này được Timberlake mô tả khoa học năm 1960.